# HD 179791
Désignations
HD 179791 est une étoile variable suspectée de la constellation de l'Aigle. C'est un défi de la voir à l'œil nu même dans de bonnes conditions d'observation, ayant une magnitude apparente de 6,48. La distance de l'étoile peut-être estimée à partir de son décalage annuel de parallaxe stellaire de 5,3 mas, ce qui donne une valeur de ∼ 616 a.l. (∼ 189 pc). Elle s'éloigne de la Terre avec une vitesse radiale héliocentrique de +16 km/s. Les mesures astrométriques de l'étoile montrent des changements de mouvement qui peuvent indiquer qu'elle est membre d'un système binaire proche.

## Propriétés physiques
Il s'agit d'une étoile blanche de la séquence principale avec un type spectral de A3 V. C'est une étoile soupçonnée d'être d'une étoile chimiquement particulière et une ancienne candidate à une étoile de type Lambda Bootis. Une étoile de type Lambda Bootis a été revu et changé en non-membre en 2015. Elle tourne rapidement avec une vitesse de rotation de 196 km/s. Elle a 2,55 fois la masse du Soleil et environ 2,5 fois le rayon du Soleil. Elle rayonne avec 66 fois la luminosité du Soleil à partir de sa photosphère avec une température effective de 8 912 K.